# Xya crassicornis
Xya crassicornis är en insektsart som beskrevs av Lucien Chopard 1920. Xya crassicornis ingår i släktet Xya och familjen Tridactylidae. Inga underarter finns listade i Catalogue of Life.